# Fernando Sandoval
Fernando Sandoval (São Paulo, 18 de novembro de 1942 – São Paulo, 1 de maio de 2020) foi um jogador de polo aquático brasileiro. Ele competiu no torneio masculino nos Jogos Olímpicos de Verão de 1968. Morreu em decorrência da pandemia de COVID-19